# François Rogaczewski
Pour les articles homonymes, voir Saint François.
François Rogaczewski est un prêtre et martyr polonais, né en 1892 et mort en 1940 au Camp du Stutthof, près de Gdansk en Pologne.
Il est béatifié le 13 juin 1999 par le pape Jean-Paul II.
Sa fête est le 11 janvier.